# Lurgashall
Lurgashall är en ort och civil parish i Storbritannien.   Den ligger i grevskapet West Sussex och riksdelen England, i den södra delen av landet, 60 km sydväst om huvudstaden London. Lurgashall ligger 55 meter över havet och antalet invånare är 581.
Terrängen runt Lurgashall är lite kuperad. Runt Lurgashall är det ganska tätbefolkat, med 134 invånare per kvadratkilometer. Närmaste större samhälle är Godalming, 17,1 km norr om Lurgashall. Trakten runt Lurgashall består till största delen av jordbruksmark.